# Mörfelden-Walldorf
Mörfelden-Walldorf – miasto w Niemczech, w kraju związkowym Hesja, w rejencji Darmstadt, w powiecie Groß-Gerau, w regionie Ren-Men.